# Letchkhoumi
La Letchkhoumie (géorgien : ლეჩხუმი Lečxumi) est une province historique du nord ouest de la Géorgie.
Elle correspond aujourd'hui à une partie de la région de Ratcha-Letchkhoumie et Basse Svanétie, spécialement au district de Tsaguéri mais aussi à des parties des districts de Tskhaltubo et Ambrolaouri.
Elle jouxtait la Mingrélie à l'ouest, la Svanétie au nord, le Ratcha à l'est et l’Iméréthie au sud.

## Géographie
Elle comprend le territoire longeant le cours moyen de la rivière Rioni, de son affluent la Tskhenistskali ainsi que la vallée de la rivière Lajanuri.

## Histoire
La région a été habitée depuis l'époque néolithique et fut ensuite dominée par la culture colche.
Les premières traces écrites d'histoire de la région sont de l'époque médiévale. La région est alors appelée Takveri, nom qui laisse petit à petit la place à Letchkhoumi. On l'identifie d'habitude avec la Scymnia que Procope de Césarée (VIe siècle AD) mentionne comme une dépendance du royaume de Lazique.
Dans l'organisation féodale de la Géorgie, entre le XIe et le XVe siècle, la Takveri/Letchkhoumi est successivement vassale des ducs (eristavi) de Svanétie et de Racha.
À l'effondrement du royaume de Géorgie, la province fait partie du royaume d'Iméréthie en 1455. Après d'incessantes guerres féodales, la famille Tchikovani l'emporta et s'institua de façon semi-indépendante comme Seigneurs de Letchkhoumie (Lechkhumis Tavi).
En 1691, George de Salipartiano, l'un des fils du général Katso Tchikovani, lequel avait accumulé personnellement les titres de Mtavari, Prince de Letchkhoumie (Letchkhumis batoni), de Sainadaridzo, de Salnassarido et de Salipartiano, s'installa sur le trône de Mingrélie, comme Georges IV de Mingrélie, ayant obtenu l'abdication de Léon IV, souverain considéré comme illégitime, parce que fils naturel du précédent. En 1704, George expulse son demi-frère Jesse Tchikovani de Letchkhoumie, et récupère ainsi la gestion des deux provinces.En 1715, son fils Bejan I Dadiani lui succède et garde comme apanage la Letchkhoumie, ce qui n'est ensuite même plus mentionné dans les titres des souverains suivants de Mingrélie.
Le roi Salomon II d'Iméréthie (1792-1810) essaya à plusieurs reprises de réincorporer la province de Letchkhoumie dans son royaume, sans y parvenir. L'Empire russe vint au secours de la Mingrélie, ce qui provoqua la chute du royaume d'Iméréthie et l'incorporation de la Mingrélie dans l'empire du tsar, tout en respectant d'abord son identité autonome. En 1857, les autorités abolissent la principauté de Mingrélie et de Letchkhoumie pour en faire une partie du gouvernement de Koutaïssi. Il devient l’ouiezd de Letchkhoumie (capitale : Tsaguéri), entre 1867 et 1918.

## Sources
- (en) Cet article est partiellement ou en totalité issu de l’article de Wikipédia en anglais intitulé « Lechkhumi » (voir la liste des auteurs).